# Johnny Kapahala
Série
Johnny Tsunami (en)
(1999)
Pour plus de détails, voir Fiche technique et Distribution.
Johnny Kapahala (Johnny Kapahala: Back on Board) est un téléfilm américain de la collection des Disney Channel Original Movie réalisé par Eric Bross et diffusé le 8 juin 2007 aux États-Unis. Il fait office de suite à Johnny Tsunami (en), sorti en 1999.
Il prend place à Auckland, en Nouvelle-Zélande, du 22 janvier au 23 février 2007.

## Synopsis
Johnny « Pono » Kapahala, un champion de snowboard de dix-sept ans originaire du Vermont, revient à Oahu, à Hawaï, pour le mariage de son grand-père, la légende locale du surf Johnny « Tsunami ». L'idée de ce mariage enthousiasme Johnny car il pense rencontrer quelqu'un avec qui sortir, avant de se rendre compte que cet « oncle Chris »... est un enfant de douze ans.

## Distribution
- Brandon Baker (VF : Fabrice Trojani) : Johnny « Pono » Kapahala
- Jake T. Austin (VF : Valentin Maupin) : Chris, fils de Carla.
- Cary-Hiroyuki Tagawa (VF : Gilles Guillot) : Grand-père Johnny « Tsunami » Kapahala
- Robyn Lively (VF : Virginie Ledieu) : Carla, seconde épouse du grand-père de Johnny.
- Mary Page Keller (VF : Déborah Perret) : Melanie Kapahala, la mère de Johnny.
- Yuji Okumoto (VF : Gabriel Le Doze) : Pete Kapahala, le père de Johnny.
- Jonathan McDaniel (en) (VF : Donald Reignoux) : Sam Sterling, meilleur ami de Johnny.
- Andrew James Allen (VF : Benjamin Tribes) : Jared
- Rose McIver (VF : Kelly Marot) : Valerie « Val », meilleure amie de Johnny.
- Phil Brown (VF : Mathias Kozlowski) : Troy

Source VF : Carton du doublage français.